# Kouider Messaad
Kouider Messaâd (en arabe: قويدر مسعد , en tifinagh: ⴽoⵓⵉⴷⴻⵔ ⵎⴻⵙⴰⴰⴷ), né le 1er juillet 1953 à Oum El Bouaghi (ex Canrobert), dans les Aurès en Algérie, est un journaliste algérien Chaoui correspondant du quotidien Liberté et du quotidien régional L'Est républicain.

## Biographie
Né le 1er juillet 1953 dans le village de Sidi Ghriss (Canrobert, actuellement Oum El Bouaghi), dans un quartier populaire (boulevard Ouest) l'actuel Malki Harkati.
Il effectua son premier cycle dans l'ex-CEG et école mixte de Canrobert (CEM Hamou Bouzid) avant de rejoindre l'internat du lycée franco-musulman de Constantine (Hihi El Mekki) en 1971.
Motivé dès son jeune âge pour l’écriture et la lecture grâce à son père, un fervent lecteur du journal La Dépêche de Constantine, ainsi que par son professeur de français, le Grenoblois M. Guignard qui lui a suggéré en 1968 de suivre une formation de journaliste, Kouider Messaad publia son premier article dix ans plus tard sous la houlette du journaliste Youssef Bournine.
Considéré comme le doyen de la presse écrite francophone à Oum el Bouaghi, Kouider Messaad a commencé sa carrière comme correspondant particulier du quotidien gouvernemental El Moudjahid en février 1977, puis Horizons et révolution africaine (culture) jusqu’à 1990 avec l’avènement de  la presse indépendante en Algérie. Puis il rejoint El Watan (1991-1998), tout en collaborant avec d'autres journaux nationaux et régionaux dont El Acil, Algérie Sport, L'Opinion, Le Jeune Indépendant.
En 1998 Il rejoint Liberté et puis L'Est républicain en 2001.
De 2003 jusqu’à 2010 il effectua un passage radiophonique sur les ondes de Alger Chaîne 3 en tant que correspondant local.
Du fait de son expérience et de son engagement dans le Syndicat national des journalistes (SNJ). En 2009 il fut élu à l'unanimité par la corporation comme président de l'Association des journalistes et correspondants de la Wilaya Oum El Bouaghi. ayant pour objectif de renforcer la libre d'expression des journalistes et la défense de leurs droits.